# Перехватывающая парковка

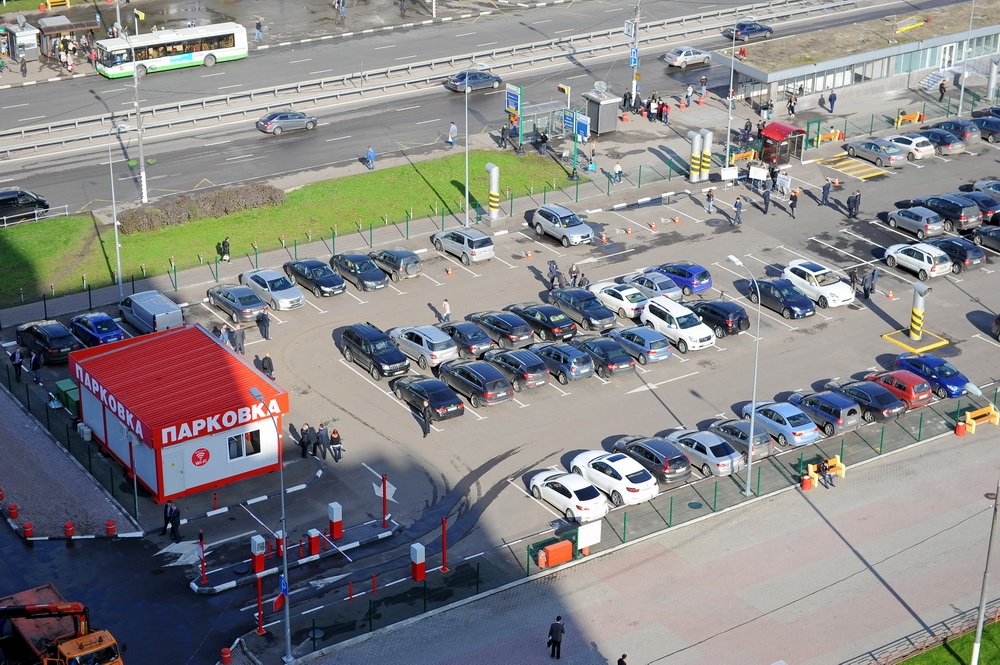
Перехватывающая парковка в Москве на 132 парковочных места у станции метро «Бульвар Дмитрия Донского» в Юго-Западном административном округе

Перехва́тывающая парко́вка — стоянка, располагающаяся вблизи автотранспортных путей следования населения из места проживания (как правило, периферийные, жилые зоны города) в места осуществления трудовой деятельности (если она осуществляется в деловой части города, то такие места, как правило, находятся в центре городского пространства). Перехватывающие стоянки позволяют уменьшить загруженность автотранспортной системы города, освободив её от части личного автотранспорта. Обычно размещаются вблизи железнодорожных станций, станций метрополитена, остановок иного общественного транспорта, расположенных на подъезде к центральной части города.
Перехватывающая стоянка предназначена для того, чтобы владелец транспортного средства, оставив его на стоянке, пересел на общественный транспорт.

## Обозначение
Перехватывающие стоянки обозначают специальным знаком.

Таблички, обозначающие перехватывающую стоянку
8.21.3
8.21.2
8.21.3

Знаки перехватывающих стоянок
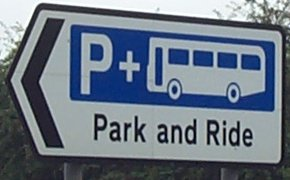
Англия
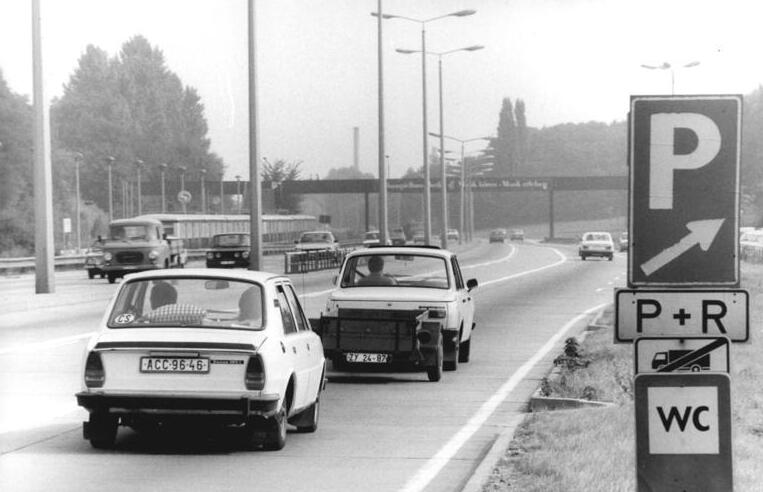
ГДР
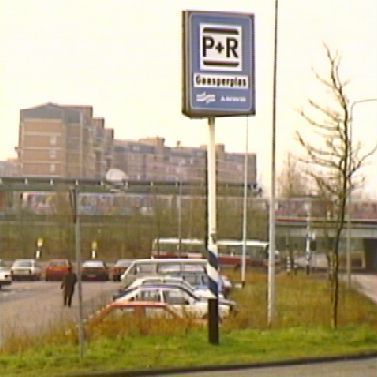
Нидерланды
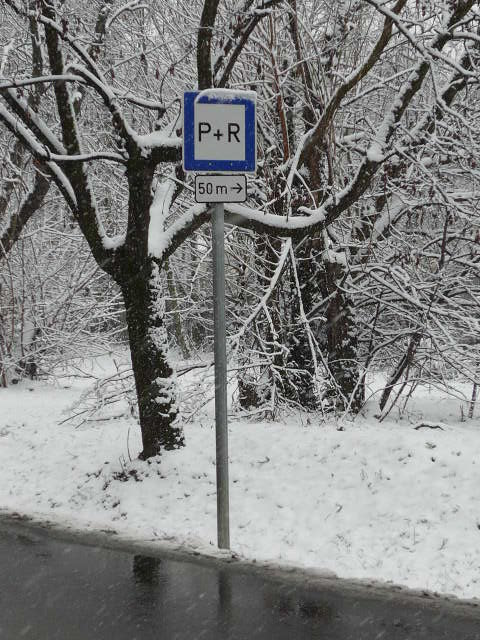
Венгрия
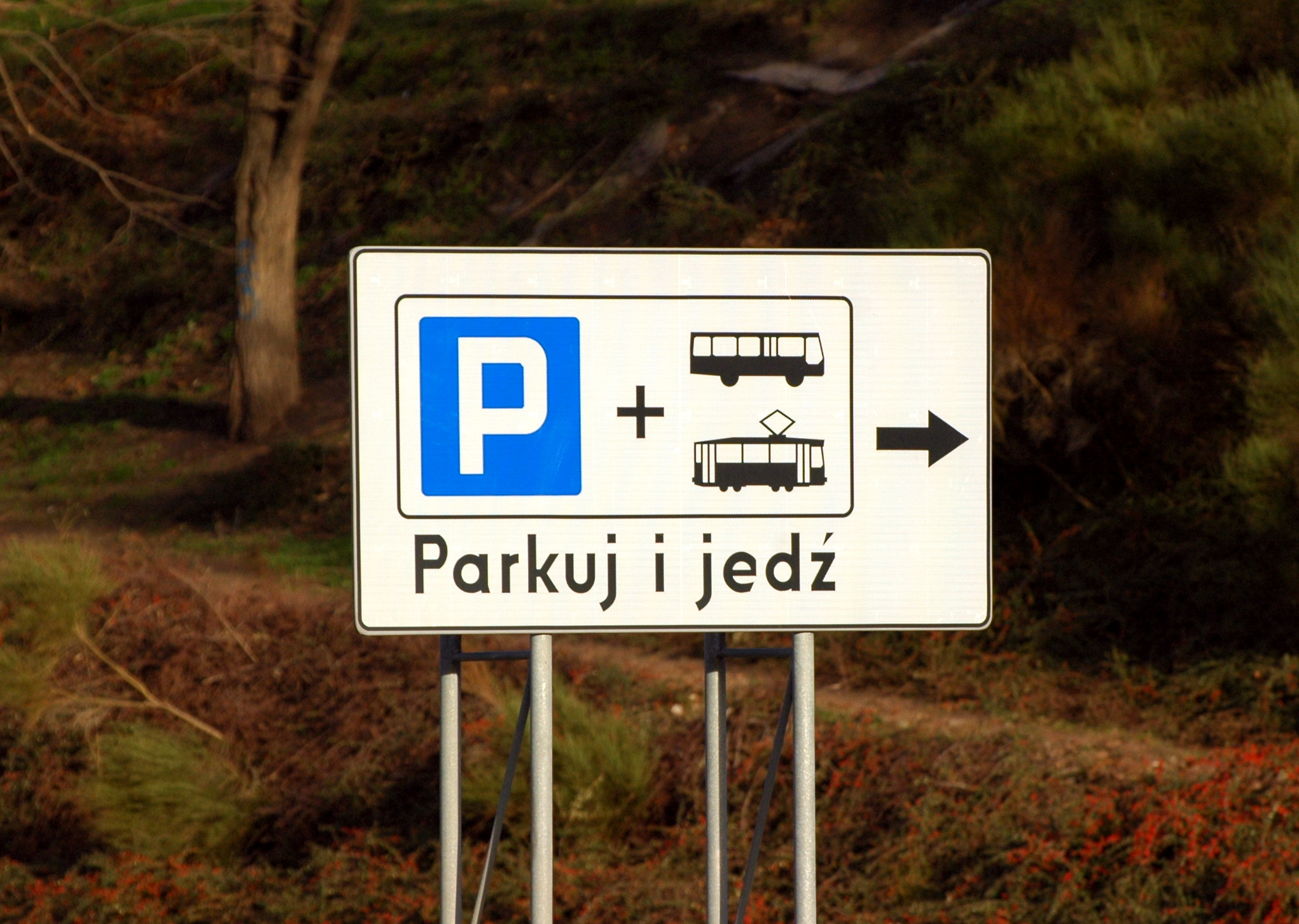
Польша